# Revel (Alta Garonna)
Revel è un comune francese di 9 689 abitanti situato nel dipartimento dell'Alta Garonna nella regione dell'Occitania.

## Società

### Evoluzione demografica
Abitanti censiti

## Galleria d'immagini

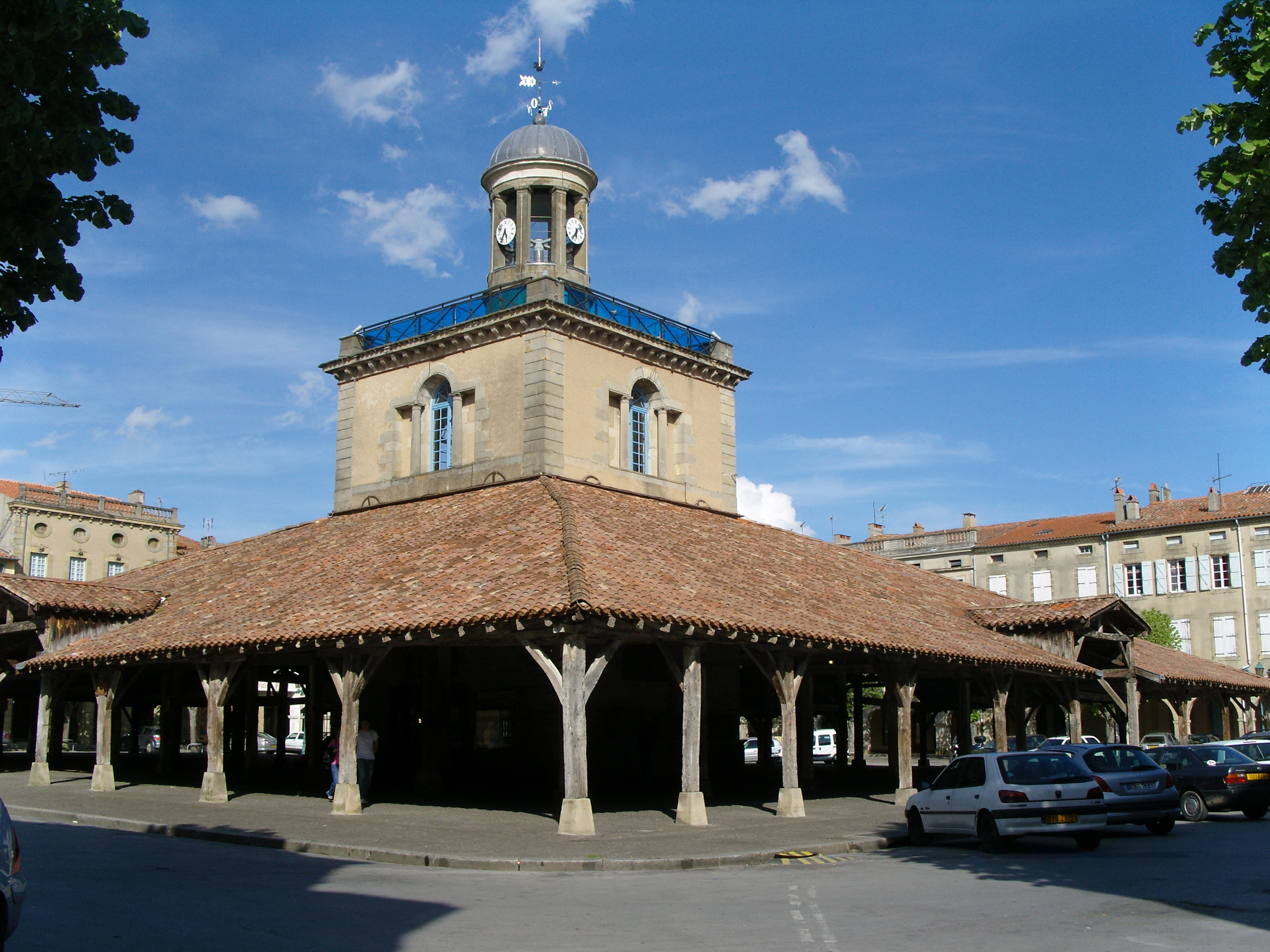
Il mercato coperto (Campanile)
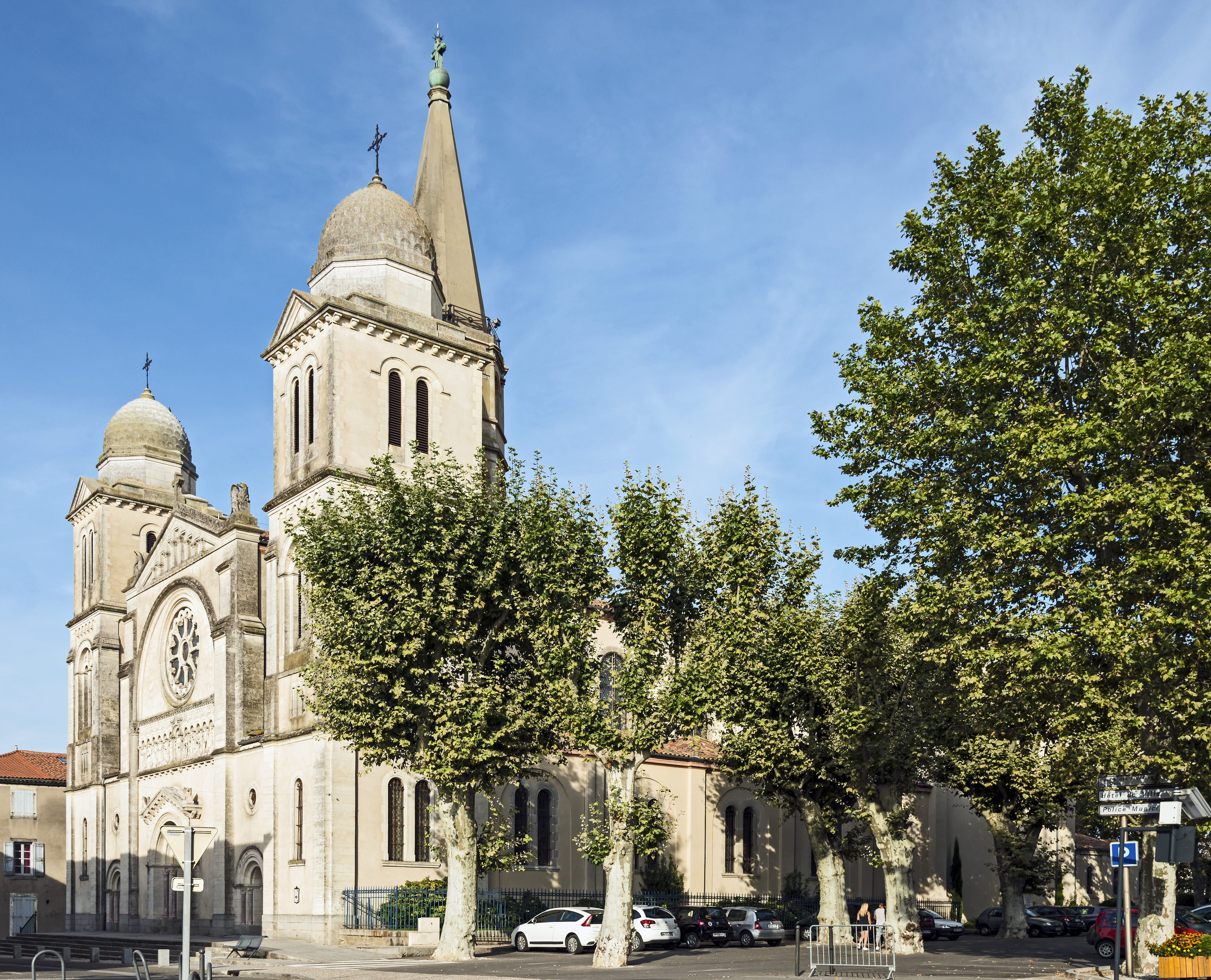
Chiesa "Notre-Dame de Revel
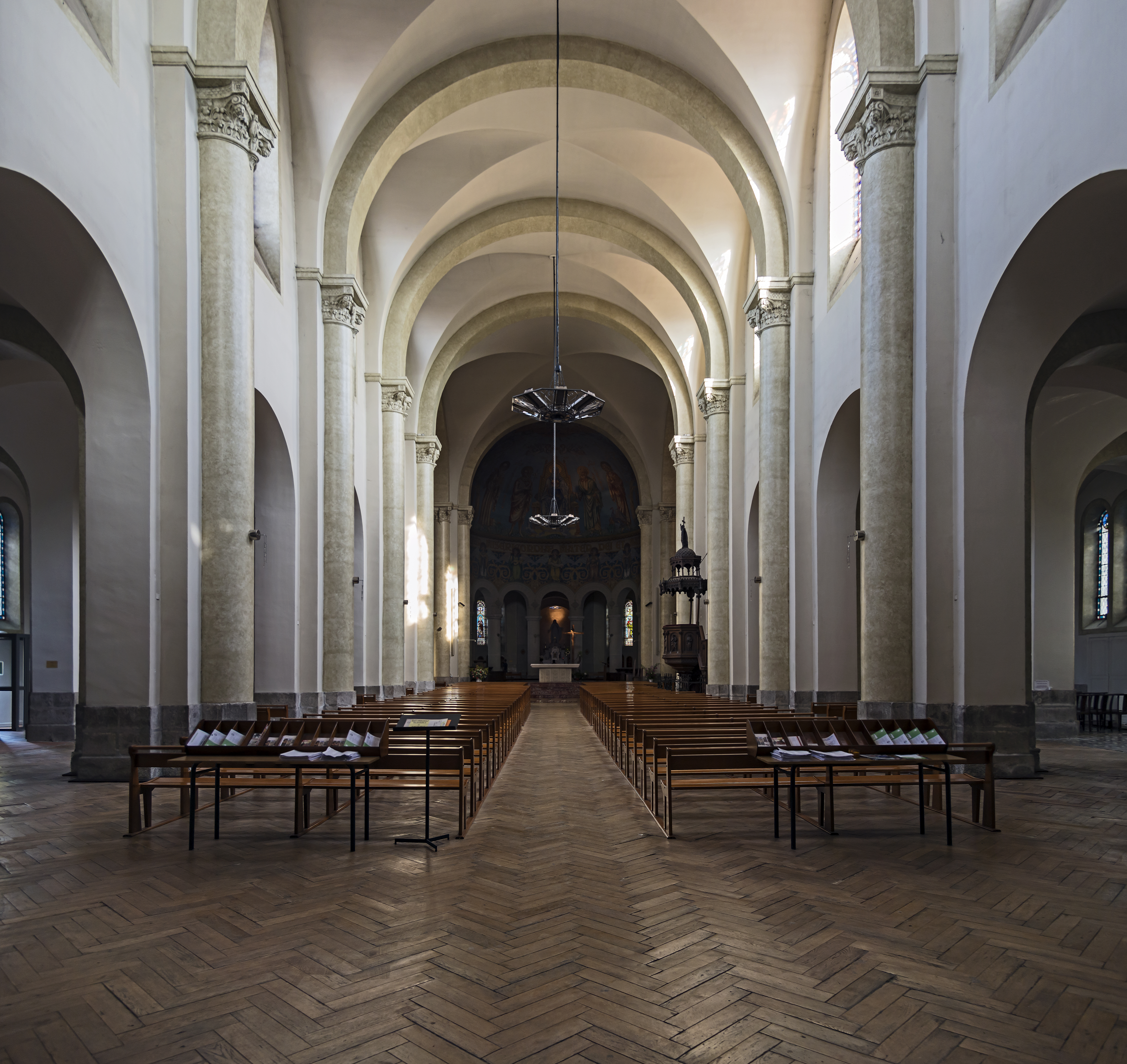
Interno
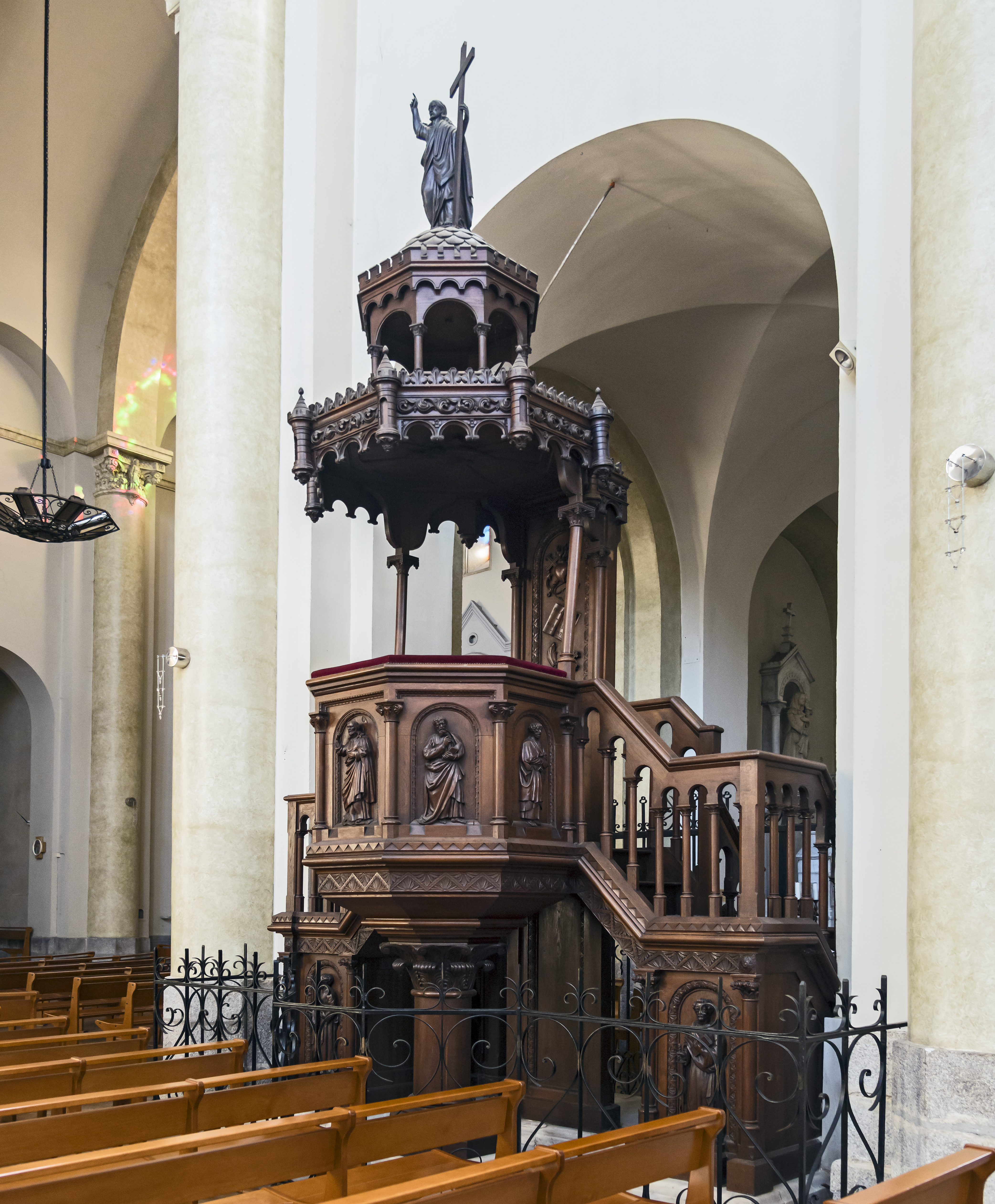
Pulpito
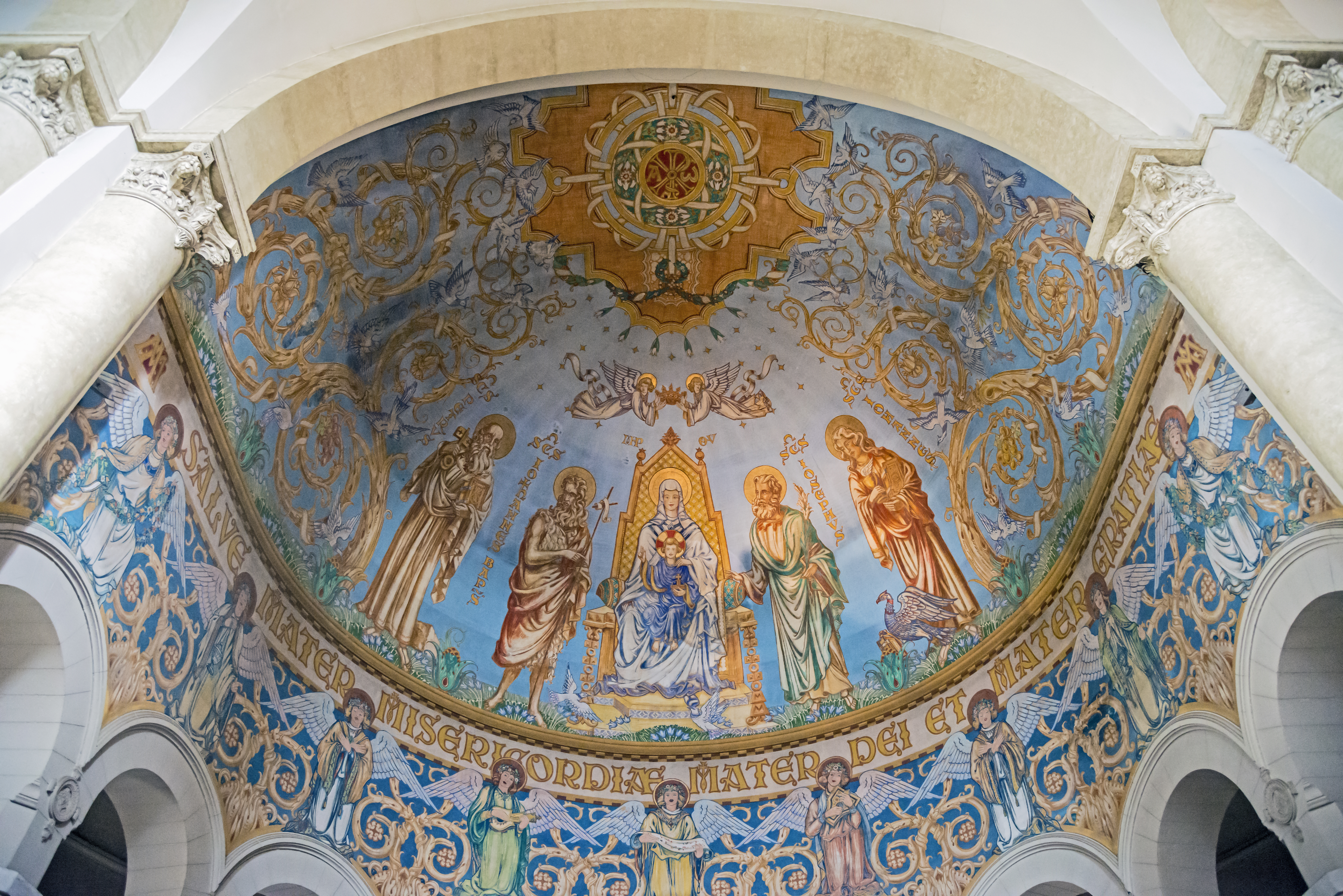
Il soffitto del coro.
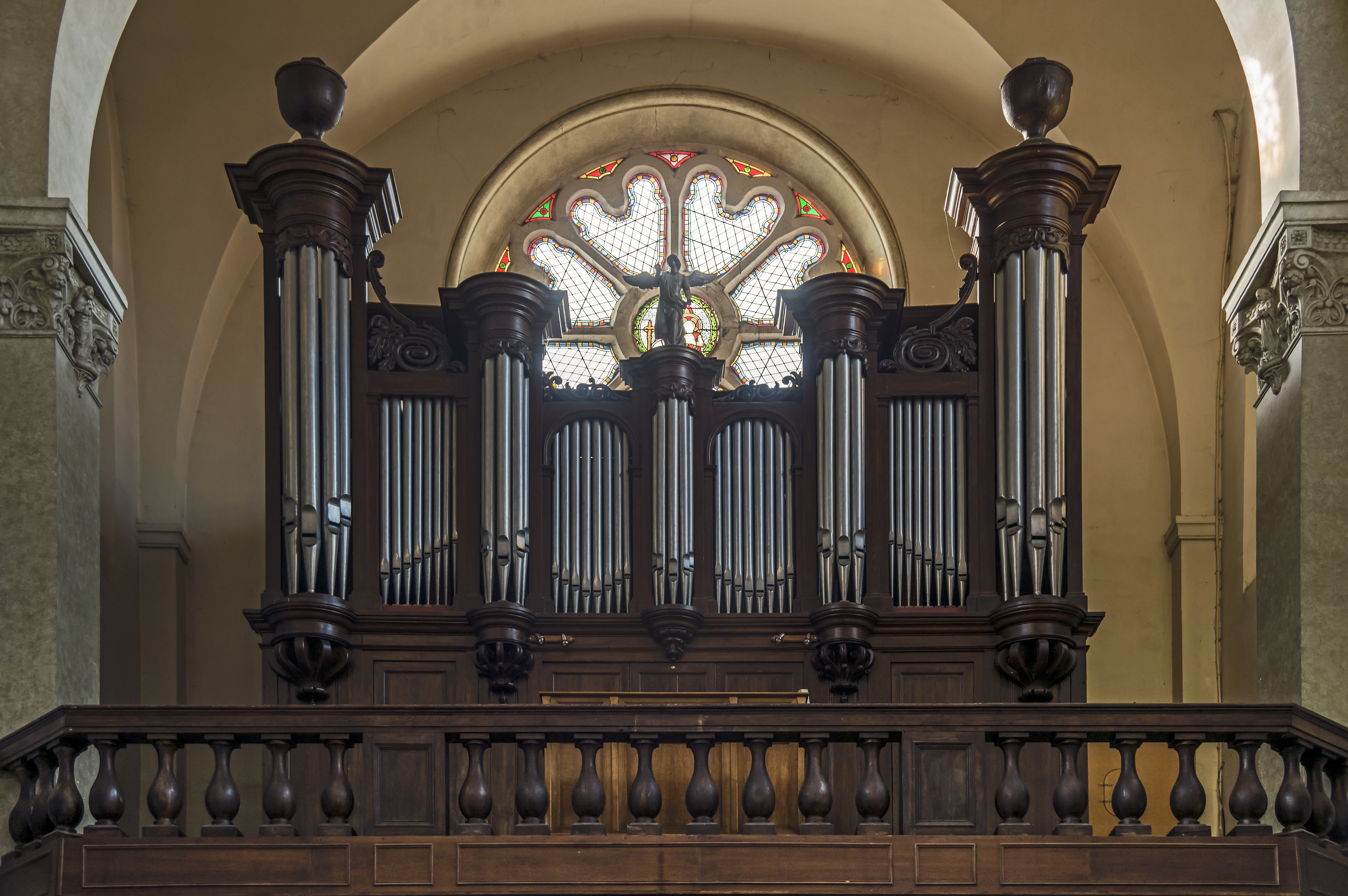
Organo